# محمد عبد النبي (لاعب)
محمد عبد النبي (10 سبتمبر 1991) لاعب كرة قدم بحريني معتزل كان يجيد اللعب في مركز الوسط الأيسر.